# Campaspe River (vattendrag i Australien, Queensland)
Campaspe River är ett vattendrag i Australien. Det ligger i delstaten Queensland, omkring 980 kilometer nordväst om delstatshuvudstaden Brisbane.
Omgivningarna runt Campaspe River är huvudsakligen savann. Trakten runt Campaspe River är nära nog obefolkad, med mindre än två invånare per kvadratkilometer. Genomsnittlig årsnederbörd är 653 millimeter. Den regnigaste månaden är februari, med i genomsnitt 137 mm nederbörd, och den torraste är september, med 12 mm nederbörd.